# Bertrada die Jüngere
Bertrada die Jüngere, auch Bertha, Berta oder Berhta, in anderen Sprachen auch Berthruda genannt (* um 725; † 12./13. Juli 783 in Choisy im heutigen Département Oise), war die Tochter des Grafen Heribert von Laon und Enkelin von Bertrada der Älteren, den Stiftern der Abtei Prüm. Bekannt wurde sie als eigenständig handelnde Gattin Königs Pippins des Jüngeren nach ihrer Ernennung zur Königin.

## Leben

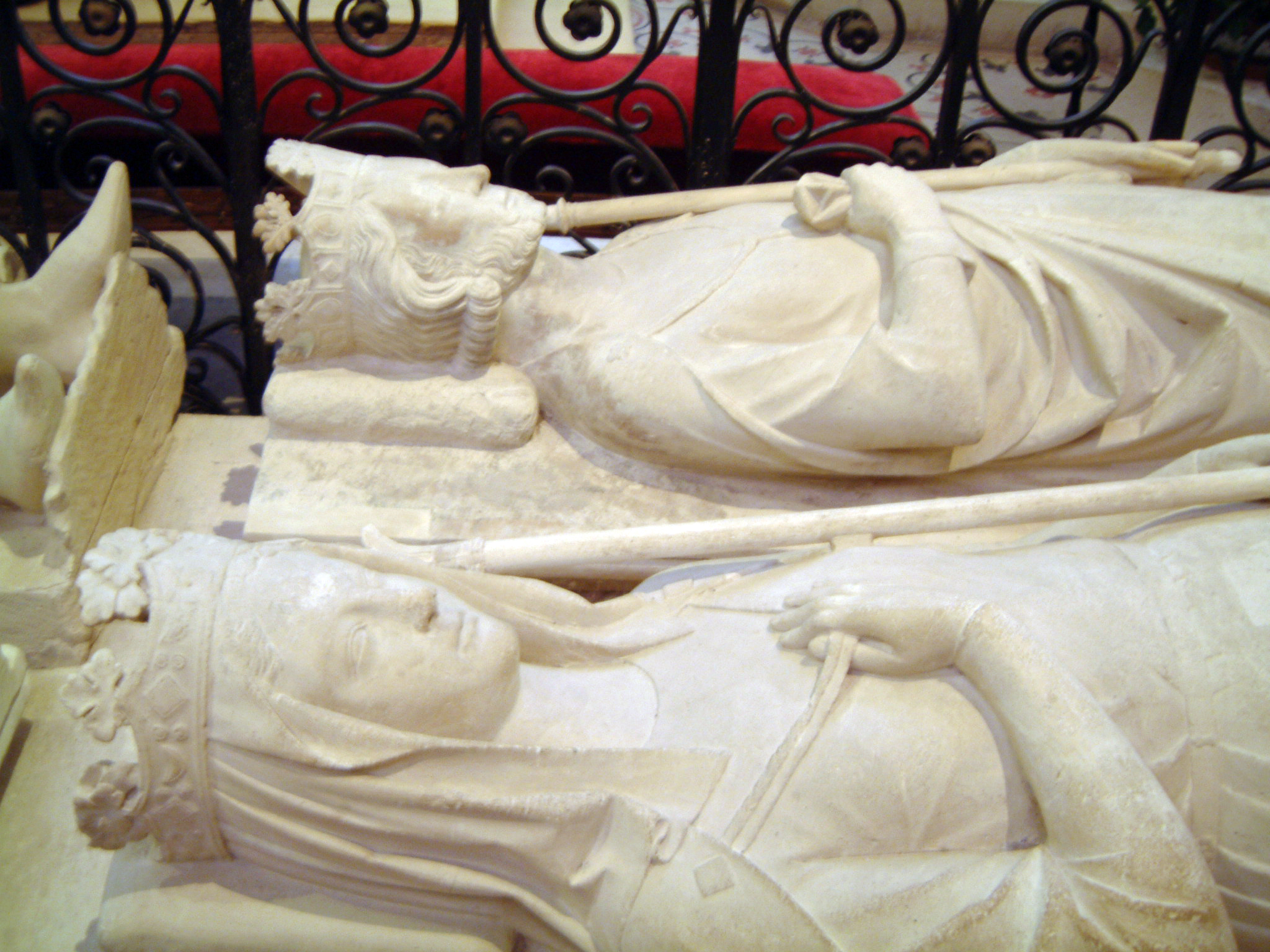
Grabmal von Pippin dem Jüngeren und seiner Ehefrau, Königin Bertrada der Jüngeren (französisch: Berthe), in der Basilika von Saint-Denis

Bertrada wurde in einer der einflussreichsten Familien Austriens geboren, welche in der Region der Eifel und in Laon eine Großzahl an Ländereien und Güter als ihr Eigen nennen konnte, unter anderem das Kloster Prüm, welches durch die Vermählung mit Pippin ins Vermächtnis der Karolinger kam. Sie wurde 744 die Frau des schon 30-jährigen Hausmeier Pippin des Jüngeren († 768) und um 748 die Mutter Karls des Großen. Pippin und sie waren so nahe miteinander verwandt, dass das geltende Recht eine Eheschließung ausschloss; die Verbindung wurde erst 749, nach der Geburt Karls des Großen, legalisiert. Zum Zeitpunkt der Eheschließung soll Bertrada um die 13 Jahre alt gewesen sein, Pippin wurde 714 geboren. Da Bertrada das Leben eines Einzelkindes führte, konnten weder Brüder noch Schwestern ihr das Erbe ihres Vaters streitig machen, sodass das gesamte Erbe alleinig Betrada und somit auch Pippin zukam.
Als Pippin 751 zum König gekrönt wurde, nahm sie den Titel regina (Königin) an. Ihr Name wurde ab 752 mehrmals neben Pippin in Schenkungsurkunden für das Hauskloster Prüm genannt. Sie begleitete Pippin 754 auf seinem Italienzug. In St. Denis erhielt Pippin am 28. Juli 754 in einer zeremoniellen Salbung durch Papst Stephan II. die Königswürde. Gleichsam wurden die beiden ältesten Söhne Karl und Karlmann gesalbt, sowie auch Bertrada, die dadurch nochmals zur Königin ernannt wurde. Angeblich soll Pippin die Absicht gehabt haben, sich von Bertrada scheiden zu lassen, dann aber 762 von Papst Paul I. davon abgebracht worden sein aufgrund des Verstoßes gegen seine eigens aufgestellten Eherechte. 767 und 768 begleitete Bertrada Pippin bei seinen Aquitanien-Feldzügen.
Wegen der im Testament Pippins niedergelegten Reichsteilung zwischen den Brüdern brach nach dem Tod Pippins im Jahre 768 Streit zwischen ihren Söhnen Karl und Karlmann aus. Durch einen ausgeklügelten Plan wollte Bertrada langobardische Prinzessinnen mit fränkischem Adel verheiraten, damit ein fränkisch-langobardischer Friede entstehen konnte. 770 verbündete sie sich mit Herzog Tassilo III. von Bayern, reiste an den langobardischen Hof nach Italien, um die Heirat ihres Sohnes Karl mit einer Tochter des Desiderius, deren Name unbekannt ist und die fälschlicherweise Desiderata genannt wurde, einzufädeln und dadurch das durch Aufstände und Erbstreit geschwächte Frankenreich nach Süden abzusichern. Bertrada unterstützte und drängte Karl, sich in diesem Sinne von seiner ersten Gemahlin Himiltrud, mit der Karl bereits einen Sohn hatte, scheiden zu lassen. Dann reiste sie nach Rom weiter, vermutlich, um an den Apostelgräbern zu beten und Papst Stephan III. von Zugeständnissen zu berichten, die Desiderius ihr gemacht hatte.
Ihre Friedenspolitik schlug jedoch fehl, da sich Karl nach Karlmanns Tod (4. Dezember 771) von Bertradas Einflussnahme löste. Er verstieß seine langobardische Gemahlin entgegen Bertradas Wunsch, was das Bündnis mit den Langobarden zerstörte und den Langobardenkönig Desiderius empörte. Karl führte von nun an eine selbständigere Politik. Bertrada stand aber bis zu ihrem Tode in hohem Ansehen.
Nachdem Karl seine Mutter verstoßen hatte, verschwindet Bertrada aus den Reichsannalen. Alleinig Zeitpunkt und Ort von Bertradas Ableben und ihre Begräbnisstätte sind in den Annalen noch zu finden. Sie starb schließlich am 12./13. Juli 783 in der Pfalz Choisy-au-Bac und wurde in „Cauciaco“ beigesetzt. Wenig später wurde ihr Leichnam zur „ecclesia sancti Dionysii martiris“ (Kirche des heiligen Märtyrers Dionysius) in der Abtei von Saint-Denis gebracht und an der Seite ihres Gatten endgültig bestattet.

## Nachkommen
Bertrada und Pippin hatten sechs Kinder. Drei der gemeinsamen Kinder starben bereits als Kleinkinder. Dass Karl Bertradas ältester Nachkomme ist, ist bekannt, jedoch kann die Geburtenreihenfolge der nachfolgenden fünf Geschwister nicht exakt aufgeführt werden, da die zwei Geburtsdaten von Ruothaid und Adelheid nicht in den Quellen auftauchen.
- Karl der Große (*um 747; † 814)
- Karlmann I. (* 751; † 771)
- Gisela (* 757; † 810) wurde 788 Äbtissin von Chelles
- Pippin (* 759; † 761)
- Ruothaid, begraben in Abtei Sankt Arnulf in Metz
- Adelheid, begraben in St. Arnulf in Metz

## Sage

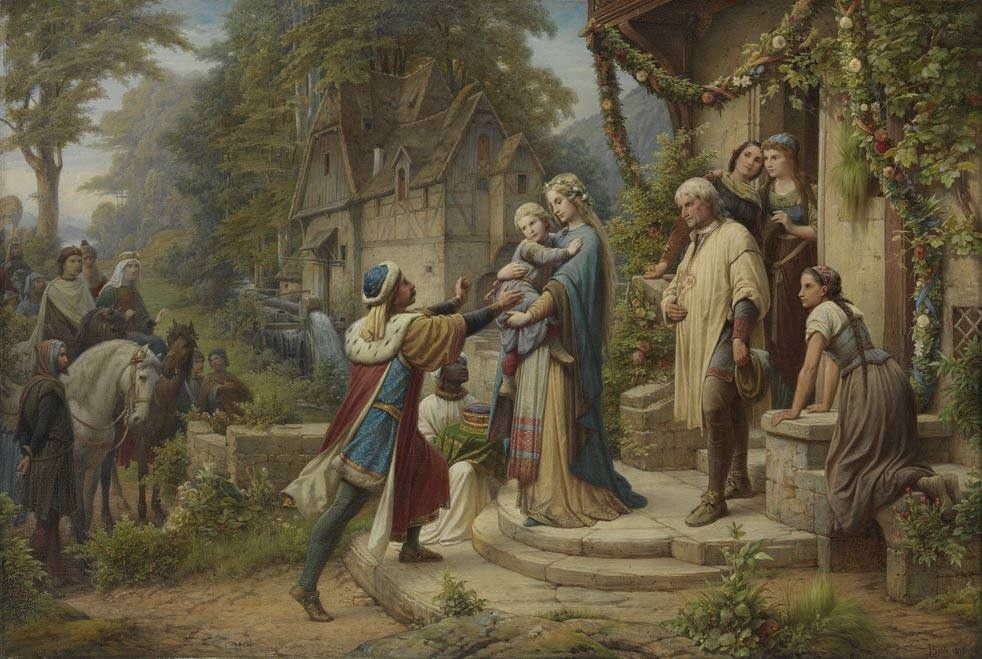
Leopold Bode: Die Sage von Pippin und Bertha (Triptychon, Mittelteil), 1876

Stärker als auf ihrem tatsächlichen Leben beruht Bertradas Bekanntheit auf dem karolingischen Sagenkreis, in dem sie unter dem Namen „Bertha mit dem großen Fuß“ (lateinisch regina pede aucae „die Königin mit dem Gänsefuß“) mit der Göttin Perchta verschmolzen wurde. Auch die Legende um die heilige Genoveva von Brabant geht auf diese Erzählung zurück.
Die Bertasage blieb in rund 20 Fassungen erhalten darunter:
- die Chroniques Saintongeoises aus der ersten Hälfte des 13. Jahrhunderts
- das Epos Berte aus grans piés von Adenet le Roi, das um 1275 entstand
- ein franco-italienisches Versepos "Berta da li pe grandi"
- in Volksbüchern und Prosaromanen
  - in Italien (Reali di Francia, um 1370),
  - in Frankreich,
  - in Flandern (Berte metten breden voeten)
  - und in Deutschland[22]

In diesen Erzählungen wird sie teils als Tochter von Flore und Blanziflor (Flore und Blanscheflur) angegeben, fast immer aber als Braut im Wald ausgesetzt und gegen eine falsche Bertha ausgetauscht, bis die echte gefunden und wegen ihrer Füße, von denen einer größer ist als der andere, identifiziert werden kann.
Romantische Bearbeitungen des Stoffes gibt es von:
- Friedrich de la Motte Fouqué in Karls des Großen Geburt und Jugendjahre, 1816
- Karl Simrock in Bertha, die Spinnerin, 1845
- Martina Kempff in Die Königsmacherin, Roman über die Mutter Karls des Großen, München 2005

In der bildenden Kunst ist die Sage in einem in der Sammlung Schack ausgestellten Triptychon des Malers Leopold Bode dargestellt, mit dem Titel Die Sage von Pippin und Bertha aus dem Jahre 1876. Bode folgt in der Darstellung dem Versepos von Karl Simrock.